# アウロルニス・シュイ
アウロルニス・シュイ （学名 : Aurornis xui）とは、約1億6000万年前のジュラ紀オクスフォーディアンに生息した、竜盤目に属する恐竜の1種。アウロルニス属 (Aurornis) の模式種でもある。最も初期の鳥類であると推定する説がある。

## 概要
アウロルニス・シュイは、2013年に中華人民共和国遼寧省にある髫髻山層の約1億5300万年前から1億6500万年前の年代の地層から発掘された化石であり、地元のディーラーが販売しているのを研究者の Pascal Godefroit が購入したことによって発見された。研究者が化石を購入して研究することは珍しい事ではないが、きちんとした年代を測定できない危険性をはらんでいる他、化石が偽造されている可能性もある。まず複雑な骨の構造から、偽造の形跡が低い事を確認した。その上で化石を調べ、新種として記載された。化石の保存状態が良く、羽毛の痕跡が存在する事から、羽毛を持つ恐竜として報告された。属名 "Aurornis" はラテン語で「夜明け」を意味する "aurora" とギリシャ語で鳥を意味する "ornis" の組み合わせ、種小名 "xui" は初期の鳥類の研究で有名な徐星 (Xu Xing) に敬意を表して付けられている。
化石から推定された大きさは、キジほどの約50cmの大きさを持つ小さな生物であると考えられている。大きな羽が存在しないため、飛ぶことは出来なかったと考えられている。

## 最初期の鳥類？

### 主張
パスカル・ゴドフロアらの研究チームは、アウロルニス・シュイの化石の特徴から、アウロルニス・シュイは鳥類の最初期の姿であると主張した。アウロルニス・シュイの生息年代は、同じく初期の鳥類であると推定されている始祖鳥 (Archaeopteryx) より約1000万年ほど古い時代であり、また始祖鳥の生息したヨーロッパとは地理的にかなり離れているが、互いに近縁であると推定した。ただし、その骨の特徴は、始祖鳥より更に原始的であった。このことから、アウロルニス・シュイは始祖鳥より古い時代に生息した、最も初期の鳥類に位置すると推定した。

### 異論・反論
鳥類の最初期の生物は何か、という話には説が複数存在し、それらに対する異論も多い。徐星らの研究チームは2年前にあたる2011年に、徐らが同年発見したシャオティンギア・ゼンギ (Xiaotingia zhengi) の特徴を元に始祖鳥と近縁と推定し、同じく近縁であると推定されている、アンキオルニス・ハックスレイ (Anchiornis huxleyi) と共に、3種は実際には鳥類の系統からはずれ、鳥類と特徴は似ているが鳥類ではない恐竜であるデイノニコサウルス類 (Deinonychosauria) 系統に近いと主張している。さらに、鳥類の系統はデイノニコサウルス類ではなくエピデクシプテリクス・フーイ (Epidexipteryx hui) に近い系統から進化したと主張している。この主張は、マイケル・リーとトレバー・ワーシーによって反論されている。
このように主張が対立するのは、羽毛を持つ恐竜化石がどれも極めて原始的であるのと、解剖学的には極めて類似しているため、ある種が鳥類の系統なのか、それともデイノニコサウルス類の系統なのかを厳密に位置づける事が困難であることに由来する。ルイス・チアッペは、アウロルニス・シュイは鳥類の祖先に近いものの、始祖鳥と現生する鳥類の共通祖先により定義される鳥類には属さない可能性が残されていると主張している。したがって、アウロルニス・シュイが最初期の鳥類なのか、それとも鳥類とは異なるのかは確定しておらず、他の近縁種においても同等の立場にあると考えられている。しかし、このように多数の羽毛を持つ恐竜が発見されていること、その時代が約1億6000万年前から約1億5000万年前の間にあることから、鳥類が恐竜から進化したという主張そのものは疑いようのない状態となっており、複数存在するそれらのどれかが現生する鳥類に進化したのではないかと考えられている。